# غبش (الحيمة الداخلية)

تعديل مصدري - تعديل

غبش هي إحدى قرى عزلة بني يوسف بمديرية الحيمة الداخلية التابعة لمحافظة صنعاء، بلغ تعداد سكانها 453 نسمة حسب تعداد اليمن لعام 2004.